# St. Peter und Paul (Bissingen)

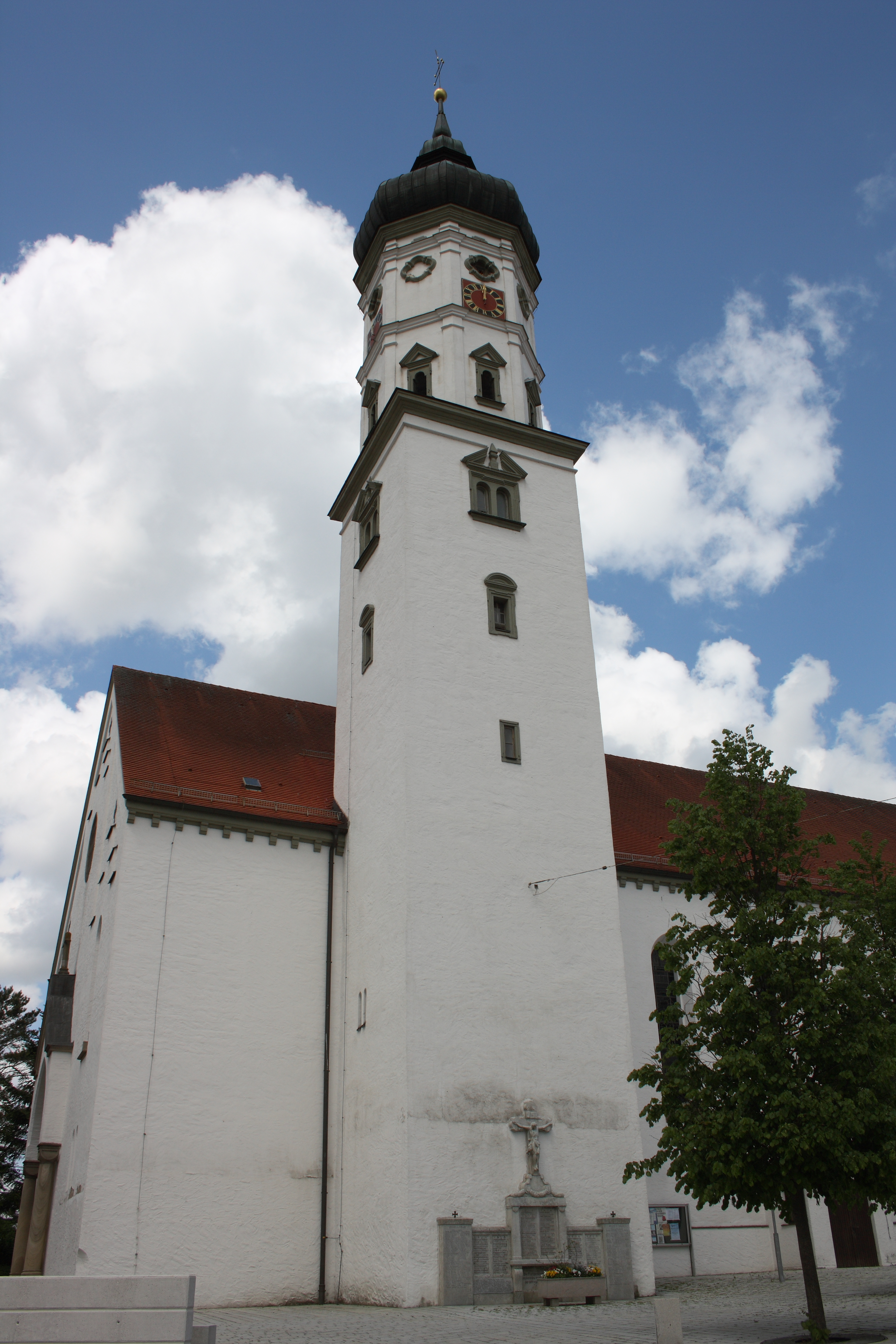
St. Peter und Paul in Bissingen

Die römisch-katholische Pfarrkirche St. Peter und Paul steht in Bissingen, einem Markt im schwäbischen Landkreis Dillingen an der Donau von Bayern. Das Bauwerk ist  in der Liste der Baudenkmäler in Bissingen (Bayern) als Baudenkmal unter der Nr. D-7-73-117-7 eingetragen. Die Pfarrei gehört zum Bistum Augsburg.

## Beschreibung

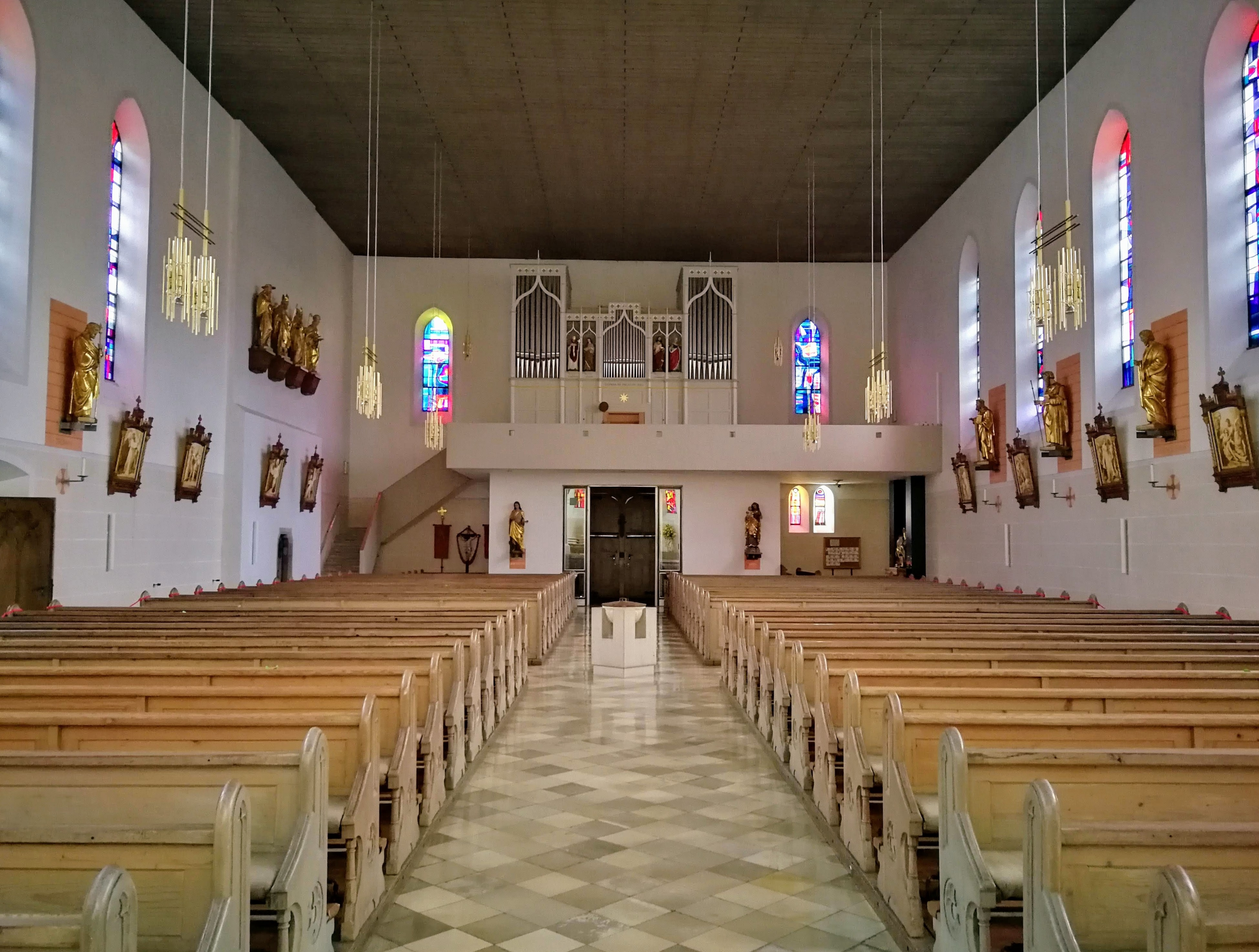
Innenraum, Blick zur Orgel

Die Saalkirche wurde 1860 nach einem Entwurf des Kreisbaurates Georg Freiherr von Stengel erbaut. Sie besteht aus einem Langhaus, einem eingezogenen, dreiseitig geschlossenen Chor im Norden und einem 1718/19 angebauten Kirchturm auf quadratischem Grundriss an der Ostseite des Langhauses, der mit zwei achteckigen Geschossen aufgestockt und mit einer Zwiebelhaube bedeckt wurde, die von einer Laterne gekrönt wird. Der Innenraum des Langhauses ist mit einer Flachdecke überspannt, der des Chors mit einem Stichkappengewölbe. Die Statuen der heiligen Peter und Paul hat um 1740 Johann Georg Bschorer gestaltet.
Die Orgel mit 33 Registern auf zwei Manualen und Pedal auf der Empore wurde 2013 von Heiß Orgelbau gebaut.